# Episodi di Penny Dreadful: City of Angels
La prima e unica stagione della serie televisiva Penny Dreadful: City of Angels, composta da 10 episodi, è stata trasmessa sul canale statunitense via cavo Showtime dal 26 aprile al 28 giugno 2020.
Negli Stati Uniti, l'episodio Santa Muerte è stato reso disponibile in anteprima il 23 aprile 2020 sui servizi Showtime On Demand e Showtime Anytime, YouTube, Amazon e Hulu.
In Italia, la stagione è andata in onda sul canale satellitare Sky Atlantic dal 5 al 26 dicembre 2020.
| nº | Titolo originale             | Prima TV USA   | Prima TV Italia  |
| -- | ---------------------------- | -------------- | ---------------- |
| 1  | Santa Muerte                 | 26 aprile 2020 | 5 dicembre 2020  |
| 2  | Dead People Lie Down         | 3 maggio 2020  | 5 dicembre 2020  |
| 3  | Wicked Old World             | 10 maggio 2020 | 12 dicembre 2020 |
| 4  | Josefina and the Holy Spirit | 17 maggio 2020 | 12 dicembre 2020 |
| 5  | Children of the Royal Sun    | 24 maggio 2020 | 19 dicembre 2020 |
| 6  | How It Is with Brothers      | 31 maggio 2020 | 19 dicembre 2020 |
| 7  | Maria and the Beast          | 7 giugno 2020  | 26 dicembre 2020 |
| 8  | Hide and Seek                | 14 giugno 2020 | 26 dicembre 2020 |
| 9  | Sing, Sing, Sing             | 21 giugno 2020 | 26 dicembre 2020 |
| 10 | Day of the Dead              | 28 giugno 2020 | 26 dicembre 2020 |

## Santa Muerte
- Diretto da: Paco Cabezas
- Scritto da: John Logan

### Trama
- Durata: 68 minuti
- Guest star: Santino Barnard (Frank Branson), Sebastian Chacon (Fly Rico), Christine Estabrook (Beverly Beck), Julian Hilliard (Tom Craft), Lorenza Izzo (Santa Muerte), Rod McLachlan (Jimmy Reilly), Ethan Peck (Herman Ackermann), Piper Perabo (Linda Craft), Adan Rocha (Diego Lopez), Adam Rodríguez (Raul Vega), Dominic Sherwood (Kurt), Brent Spiner (Ned Vanderhoff), Hudson West (Trevor Craft) e Thomas Kretschmann (Richard Goss).
- Altri interpreti: Stephanie Arcila (Bernadette Romero), Scott Beehner (Frank Murphy), Holger Moncada Jr. (Jose Vega), Lindsay Musil (Infermiera Laura), John Ruby (Poliziotto di Beverly Hills), Kenney Selvey (Poliziotto), Alec Tokar (Giovane poliziotto nervoso), Evan Whitten (Tiago da giovane).
- Ascolti USA: telespettatori 448 000 – rating 18-49 anni 0,04%[6]

## Dead People Lie Down
- Diretto da: Paco Cabezas
- Scritto da: John Logan

### Trama
- Durata: 56 minuti
- Guest star: Santino Barnard (Frank Branson), Sebastian Chacon (Fly Rico), Julian Hilliard (Tom Craft), Lorenza Izzo (Santa Muerte), Richard Kind (Sam Bloom), Kyle McArthur (Brian Koenig), Rod McLachlan (Jimmy Reilly), Piper Perabo (Linda Craft), Adam Rodríguez (Raul Vega), Lin Shaye (Dottie Minter), Dominic Sherwood (Kurt), Bill Smitrovich (Anton Chevic), Brent Spiner (Ned Vanderhoff), Hudson West (Trevor Craft), con Thomas Kretschmann (Richard Goss) e Amy Madigan (Adelaide Finnister).
- Altri interpreti: Scott Beehner (Frank Murphy), Andrew Bridges (Guardia 2), Liam Cronin (Guardia 1), David Figlioli (Randolph), Joy Jacobson (Infermiera), Brian Michael Jones (Medico), Meredith Parks (Giovane moglie).
- Ascolti USA: telespettatori 318 000 – rating 18-49 anni 0,04%[7]

## Wicked Old World
- Diretto da: Sergio Mimica-Gezzan
- Scritto da: John Logan

### Trama
- Durata: 56 minuti
- Guest star: Santino Barnard (Frank Branson), Sebastian Chacon (Fly Rico), Christine Estabrook (Beverly Beck), Kyle McArthur (Brian Koenig), Rod McLachlan (Jimmy Reilly), Adan Rocha (Diego Lopez), Adam Rodríguez (Raul Vega), Dominic Sherwood (Kurt), Brent Spiner (Ned Vanderhoff), con Thomas Kretschmann (Richard Goss) e Amy Madigan (Adelaide Finnister).
- Altri interpreti: Erik Altemus (Skip), Stephanie Arcila (Bernadette Romero), Scott Beehner (Frank Murphy), Christopher Darga (Medico legale), David Figlioli (Randolph), Lindsay Musil (Infermiera Laura), Benjamin Seay (Operatore del tiro a segno), Jordan Seigel (Capo della banda).
- Ascolti USA: telespettatori 352 000 – rating 18-49 anni 0,04%[8]

## Josefina and the Holy Spirit
- Diretto da: Sergio Mimica-Gezzan
- Scritto da: John Logan

### Trama
- Durata: 57 minuti
- Guest star: Santino Barnard (Frank Branson), Sebastian Chacon (Fly Rico), Christine Estabrook (Beverly Beck), Brad Garrett (Benny Berman), Julian Hilliard (Tom Craft), Lorenza Izzo (Santa Muerte), Rod McLachlan (Jimmy Reilly), Ethan Peck (Herman Ackermann), Piper Perabo (Linda Craft), Adan Rocha (Diego Lopez), Adam Rodríguez (Raul Vega), Lin Shaye (Dottie Minter), Dominic Sherwood (Kurt), Brent Spiner (Ned Vanderhoff), Hudson West (Trevor Craft), con Thomas Kretschmann (Richard Goss) e Amy Madigan (Adelaide Finnister).
- Altri interpreti: Erik Altemus (Skip), Stephanie Arcila (Bernadette Romero), Scott Beehner (Frank Murphy), Aubrey Rose Garcia (Bambina), Joshua Michael Glenn (Barista), Veronica Ocasio (Sofia), Terence J. Rotolo (Leonard Schiff), Tyler Seiple (Altro uomo), Amelia Sheikh (Florence Moore).
- Ascolti USA: telespettatori 308 000 – rating 18-49 anni 0,04%[9]

## Children of the Royal Sun
- Diretto da: Roxann Dawson
- Scritto da: José Rivera

### Trama
- Durata: 53 minuti
- Guest star: Sebastian Chacon (Fly Rico), Julian Hilliard (Tom Craft), Kyle McArthur (Brian Koenig), Piper Perabo (Linda Craft), Adan Rocha (Diego Lopez), Adam Rodríguez (Raul Vega), Lin Shaye (Dottie Minter), Dominic Sherwood (Kurt), Hudson West (Trevor Craft), con Thomas Kretschmann (Richard Goss) e Amy Madigan (Adelaide Finnister).
- Altri interpreti: Stephanie Arcila (Bernadette Romero), Julian Bray (Ragazzino in bicicletta), David Figlioli (Randolph), Victoria Hernandez (Esperanza Romero), Veronica Ocasio (Sofia), Lawrence E Thomas (Uomo tarchiato).
- Ascolti USA: telespettatori 369 000 – rating 18-49 anni 0,03%[10]

## How It Is with Brothers
- Diretto da: Roxann Dawson
- Scritto da: Vinnie Wilhelm

### Trama
- Durata: 56 minuti
- Guest star: Sebastian Chacon (Fly Rico), Julian Hilliard (Tom Craft), Piper Perabo (Linda Craft), Adan Rocha (Diego Lopez), Dominic Sherwood (Kurt), Brent Spiner (Ned Vanderhoff) e Amy Madigan (Adelaide Finnister).
- Altri interpreti: Scott Beehner (Frank Murphy), Robert Kestler (Poliziotto 1), Gabriella Martinez (Ana), Tony Nunes (Poliziotto 2), Doug Sinclair (Detective grasso), Thalia Soto (Mercedes), Alec Tokar (Robbins).
- Ascolti USA: telespettatori 348 000 – rating 18-49 anni 0,01%[11]

## Maria and the Beast
- Diretto da: Sheree Folkson
- Scritto da: Colin S. Liddle

### Trama
- Durata: 53 minuti
- Guest star: Santino Barnard (Frank Branson), Christine Estabrook (Beverly Beck), Julian Hilliard (Tom Craft), Lorenza Izzo (Santa Muerte), Kyle McArthur (Brian Koenig), Adam Rodríguez (Raul Vega), Lin Shaye (Dottie Minter), Dominic Sherwood (Kurt), Hudson West (Trevor Craft), con Thomas Kretschmann (Richard Goss) e Amy Madigan (Adelaide Finnister).
- Altri interpreti: Jeremy Cohenour (Sammy), Gabriella Martinez (Ana), Thalia Soto (Mercedes).
- Ascolti USA: telespettatori 360 000 – rating 18-49 anni 0,03%[12]

## Hide and Seek
- Diretto da: Sheree Folkson
- Scritto da: Tatiana Suarez-Pico

### Trama
- Durata: 55 minuti
- Guest star: Santino Barnard (Frank Branson), Christine Estabrook (Beverly Beck), Julian Hilliard (Tom Craft), Patti LuPone (Cantante), Ethan Peck (Herman Ackermann), Piper Perabo (Linda Craft), Dominic Sherwood (Kurt), Hudson West (Trevor Craft) e Amy Madigan (Adelaide Finnister).
- Altri interpreti: Guilford Adams (Stilista), Daniel Armella (Lavoratore 1), John L. Atkins (Uomo 2), Jeremy Cohenour (Sammy), Shea Elmore (Assistente di Beverly Beck), Nick Lee (Lavoratore 2), Holger Moncada Jr. (Jose Vega), Tyler Seiple (Uomo 1).
- Ascolti USA: telespettatori 289 000 – rating 18-49 anni 0,02%[13]

## Sing, Sing, Sing
- Diretto da: Dan Attias
- Scritto da: John Logan

### Trama
- Durata: 52 minuti
- Guest star: Santino Barnard (Frank Branson), Sebastian Chacon (Fly Rico), Brad Garrett (Benny Berman), Julian Hilliard (Tom Craft), Kyle McArthur (Brian Koenig), Adan Rocha (Diego Lopez), Adam Rodríguez (Raul Vega), Lin Shaye (Dottie Minter), Dominic Sherwood (Kurt), Brent Spiner (Ned Vanderhoff), Hudson West (Trevor Craft), con Brian Dennehy (Jerome Townsend) e Thomas Kretschmann (Richard Goss).
- Altri interpreti: Stephanie Arcila (Bernadette Romero), Scott Beehner (Frank Murphy), Trevor Black (Maître d'hotel), Gabriella Martinez (Ana), Steve Moulton (Uomo robusto), Britain Simons (Assistente), Thalia Soto (Mercedes).
- Ascolti USA: telespettatori 380 000 – rating 18-49 anni 0,04%[14]
- Nota: Questo episodio è dedicato alla memoria di Brian Dennehy.

## Day of the Dead
- Diretto da: Richard J. Lewis
- Scritto da: John Logan

### Trama
- Durata: 62 minuti
- Guest star: Santino Barnard (Frank Branson), Sebastian Chacon (Fly Rico), Brad Garrett (Benny Berman), Julian Hilliard (Tom Craft), Lorenza Izzo (Santa Muerte), Kyle McArthur (Brian Koenig), Adam Rodríguez (Raul Vega), Lin Shaye (Dottie Minter), Dominic Sherwood (Kurt), Hudson West (Trevor Craft), con Thomas Kretschmann (Richard Goss) e Amy Madigan (Adelaide Finnister).
- Altri interpreti: Stephanie Arcila (Bernadette Romero), Paul Chirico (Soldato della guardia nazionale), David Figlioli (Randolph), Santiago Veizaga (Bambino chicano).
- Ascolti USA: telespettatori 307 000 – rating 18-49 anni 0,02%[15]